# كنوز الملك سليمان (فلم)
كنوز الملك سليمان (بالإنجليزية: King Solomon's Mines) هو فيلم مغامرات تم إنتاجه في الولايات المتحدة وصدر في سنة 1950. الفيلم من إخراج أندرو مارتون.

## بطولة
- ديبورا كير

### ترشيحات وجوائز
| السنة | الحدث  | الفئة              | النتيجة  |
| ----- | ------ | ------------------ | -------- |
|       | أوسكار | أفضل تصوير سينمائي | فـــــوز |
|       | أوسكار | أفضل فيلم          | ترشـيـح  |

## الميزانية والإيرادات
بلغت تكلفة إنتاج الفيلم حوالي 2,258,000 دولار بينما حقق أرباحا تقدر بـ 10,050,000 دولار.

## وصلات خارجية
- مقالات تستعمل روابط فنية بلا صلة مع ويكي بيانات